# Kaple svaté Alžběty (Harrachov)
Kaple svaté Alžběty je kaple v Harrachově (okres Jablonec nad Nisou), místní části Nový Svět. Vlastníkem kaple je město Harrachov. Kaple je denně přístupná.

## Historie
Kaple z přitesaného lomového kamene byla postavena v roce 1901 a vysvěcena v roce 1902.

## Architektura
Kaple je vystavěna v novogotickém slohu, má bohatě zdobená vitrážová okna z roku 1901. Ostění lomených oken je z opracovaného žlutého pískovce a kontrastuje s neomítanými stěnami. Nad pískovcovým, výrazně předsunutým portálem je reliéf patronky kaple sv. Alžběty a znak rodu Harrachů – tři paví pera. Vysokou jehlancovou střechu zdobí tři vikýře a lucerna s unikátním funkčním skleněným zvonem, vysokým 50 cm a vážícím 10 kg, se srdcem ze dřeva potaženého kůží, který ve zdejší sklárně v roce 1916 odlil Julius Klinger, a benátský oltář ze zrcadel dovezený z Itálie. Kdysi se zvon z dílny harrachovských sklářských mistrů rozezníval při narození či úmrtí chlapce ze sklářské rodiny, dnes je slyšet například při svatbách, i necírkevních.